# Стадион Авива
Стадион Авива је стадион за рагби и фудбал у Даблину.
На овом стадиону играју рагби репрезентација Ирске и фудбалска репрезентација Републике Ирске. Изградња стадиона коштала је 410 милиона долара. Ленстер рагби важне мечеве лиге шампиона игра на овом стадиону. Први спортски догађај на овом стадиону била је рагби утакмица Ирска - Јужноафричка Република 6. новембра 2010. Финале купа европских шампиона 2013, одиграно је на овом стадиону, када је Тулон био бољи од Клермона.